# HD 40307 b
HD 40307 b é um planeta extrassolar que orbita a estrela HD 40307, localizada na constelação de Pictor a uma distância de 42 anos-luz (13 parsecs) da Terra. Foi descoberto em 2008 junto com os planetas HD 40307 c e HD 40307 d pelo método da velocidade radial, que consiste em detectar pequenas variações na velocidade radial de uma estrela causadas pela gravidade de um planeta. As medições foram feitas com uso do espectrógrafo HARPS no Observatório La Silla, Chile.
HD 40307 b é uma super-Terra com uma massa mínima de 4 vezes a massa da Terra. Como sua inclinação é desconhecida, a massa verdadeira não pode ser determinada, mas provavelmente é próxima do valor mínimo. Embora planetas com massa tão baixa geralmente sejam rochosos, HD 40307 b pode ser gasoso, de acordo com um estudo que analisou as propriedades dinâmicas e orbitais do sistema. Segundo esse estudo, se HD 40307 b fosse rochoso, passaria por um aquecimento de maré maior que o de Io e o sistema todo seria instável a longo prazo. O planeta orbita HD 40307 a uma distância média de 0,047 UA, sendo o planeta mais interno no sistema, completando uma órbita em apenas 4,3 dias.